# Toulouse Tech
Toulouse Tech  ist eine Vereinigung mehrerer Grande Écoles. Alle Mitglieder von Toulouse Tech sind gleichzeitig Mitglieder der Conférence des grandes écoles.

## Mitglieder
- Institut catholique d’arts et métiers
- Institut national des sciences appliquées de Toulouse
- Institut Supérieur de l’Aéronautique et de l’Espace
- École nationale supérieure des mines d’Albi-Carmaux
- École nationale de l’aviation civile
- Universität Paul Sabatier
- Centre universitaire de formation et de recherche Jean-François-Champollion d’Albi
- Institut national polytechnique de Toulouse